# 第91回アカデミー賞
第91回アカデミー賞（だい91かいアカデミーしょう）は、映画芸術科学アカデミー（AMPAS）が主催する賞であり、2018年の映画を対象とし、2019年2月24日にカリフォルニア州ロサンゼルス市ハリウッドのドルビー・シアターで授賞式が行われた。アメリカ合衆国ではABCによって放送され、プロデューサーはドナ・ジグリオッティとグレン・ウェイスが務めた。ウェイスはディレクターも兼任した。式典は1989年の第61回アカデミー賞以来30年ぶりに司会者不在で行われた。
関連イベントとしては、2018年11月8日にハリウッド&ハイランドセンターで第10回ガヴァナーズ賞授賞式が行われた。2019年2月9日にはカリフォルニア州ビバリーヒルズのビバリー・ウィルシャー・ホテルでデヴィッド・オイェロウォの司会によりアカデミー技術貢献賞授賞式が行われた。
『グリーンブック』が作品賞、ドン・シャーリーを演じたマハーシャラ・アリの助演男優賞を含む3部門を受賞した。『ボヘミアン・ラプソディ』はフレディ・マーキュリーを演じたラミ・マレックの主演男優賞を含む最多4部門を受賞した。『ブラックパンサー』、『ROMA/ローマ』は3部門を受賞した。『ROMA/ローマ』においてアルフォンソ・キュアロンは監督賞のほか、メキシコからの出品作として初めて外国語映画賞を受賞した。『女王陛下のお気に入り』においてオリヴィア・コールマンは主演女優賞を受賞した。アメリカ合衆国では2960万人の視聴者を獲得し、前回から12パーセント増加した。

## 受賞とノミネート

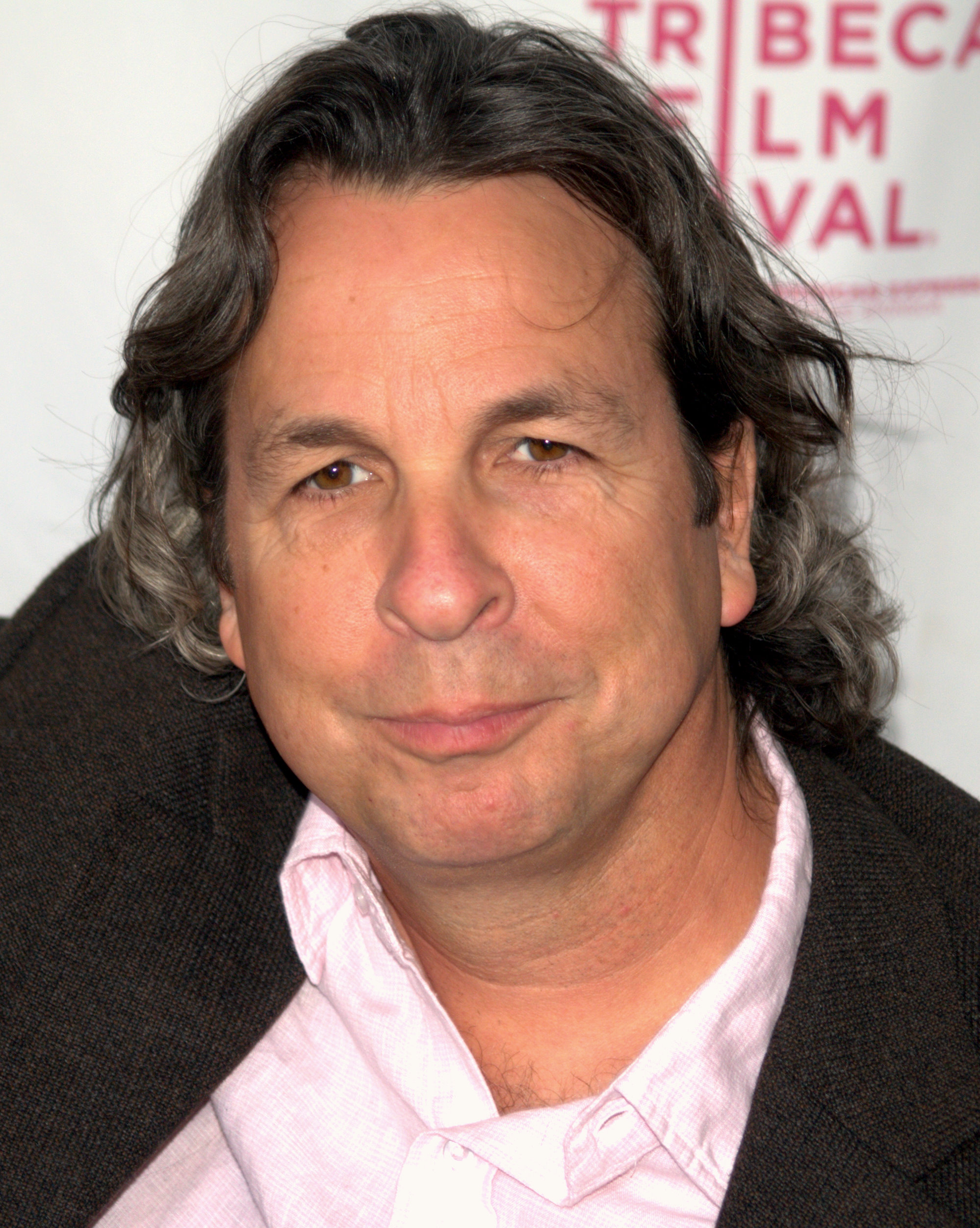
作品賞、脚本賞を受賞したピーター・ファレリー

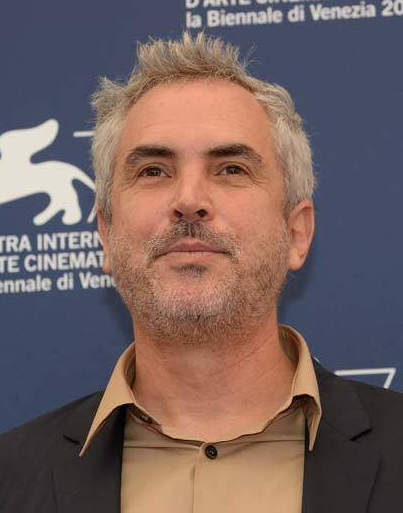
監督賞、外国語映画賞、撮影賞を受賞したアルフォンソ・キュアロン

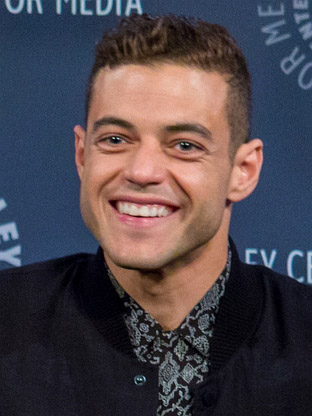
主演男優賞を受賞したラミ・マレック

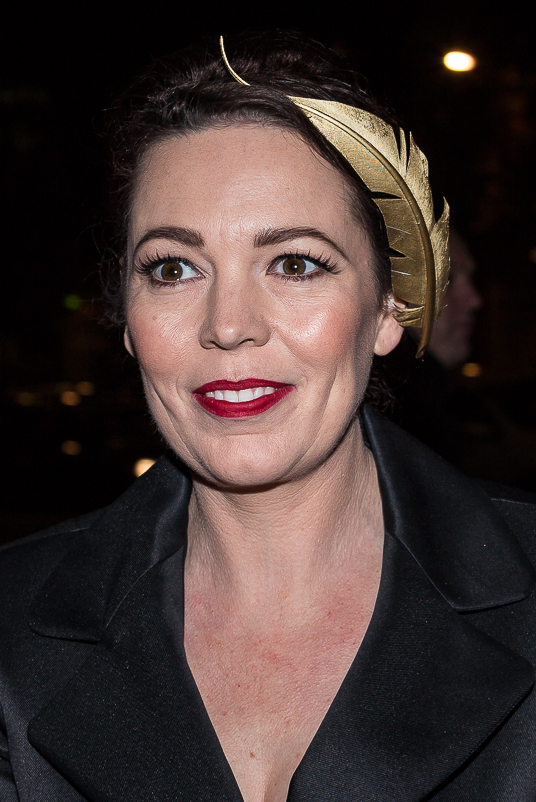
主演女優賞を受賞したオリヴィア・コールマン

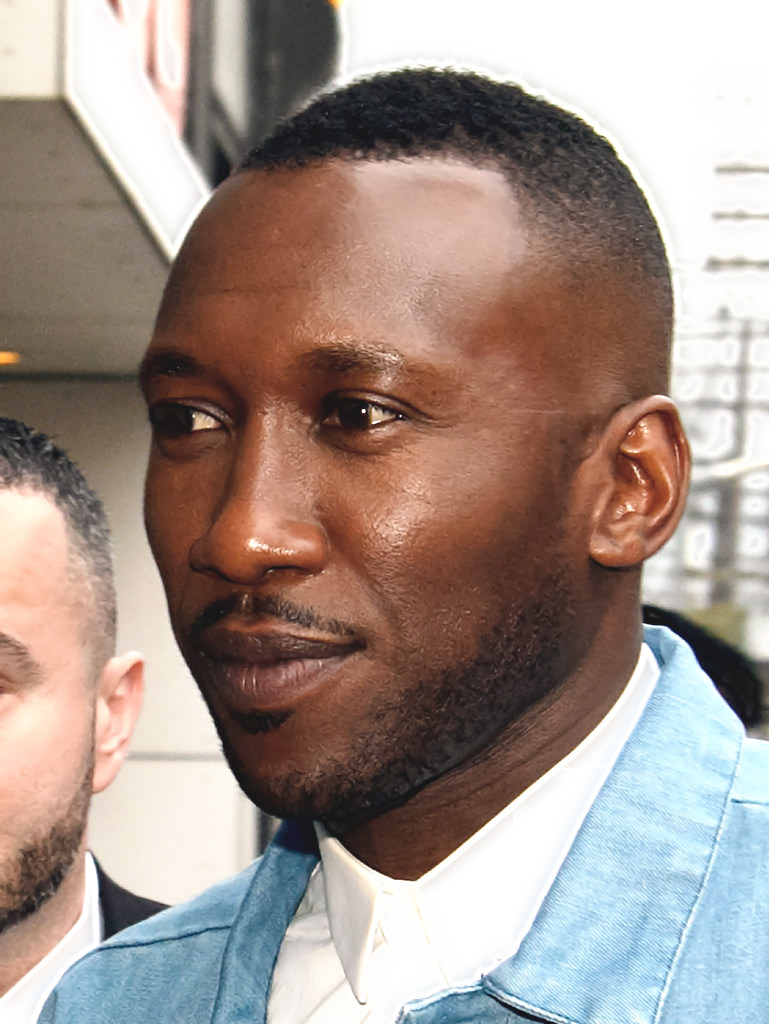
助演男優賞を受賞したマハーシャラ・アリ

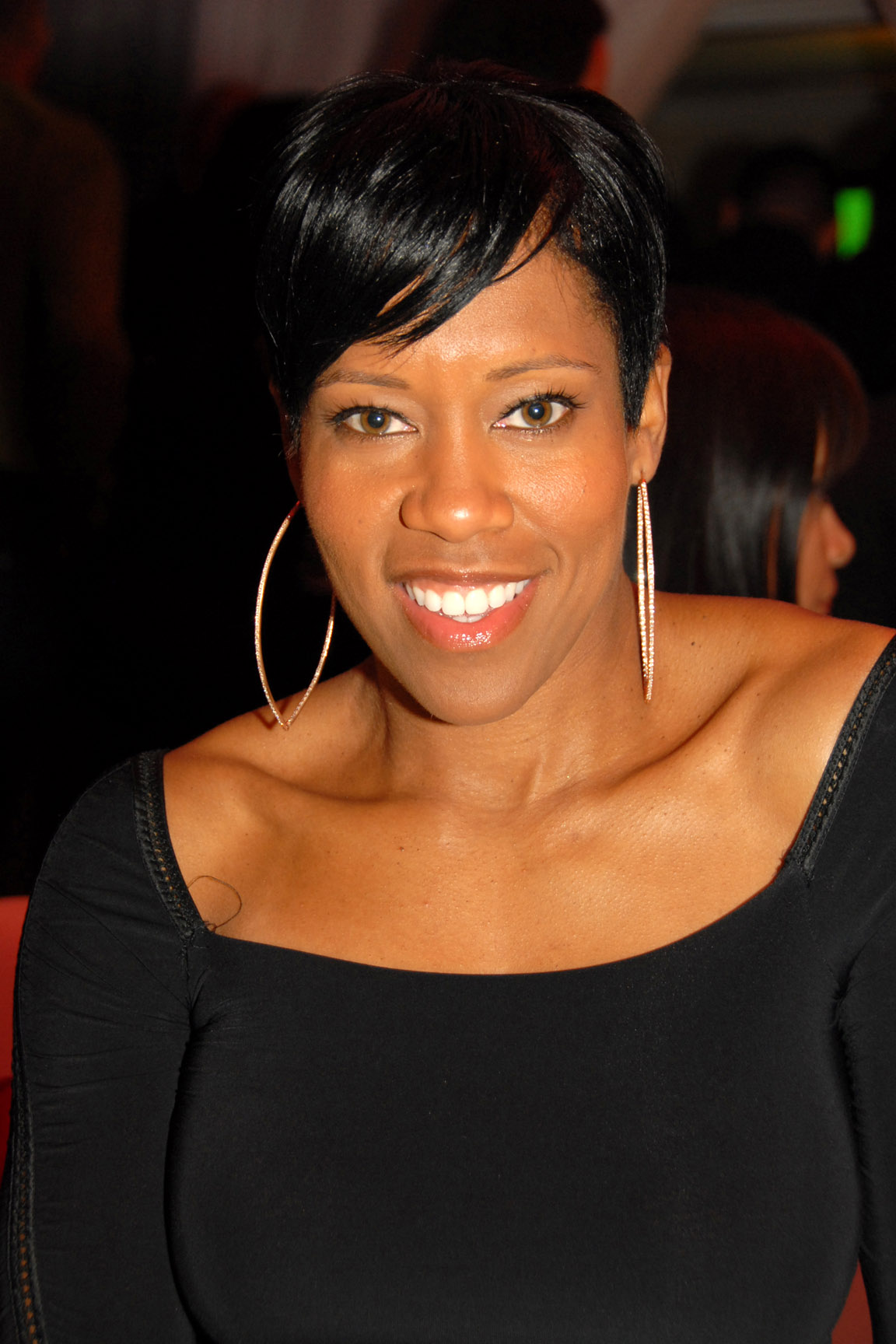
助演女優賞を受賞したレジーナ・キング

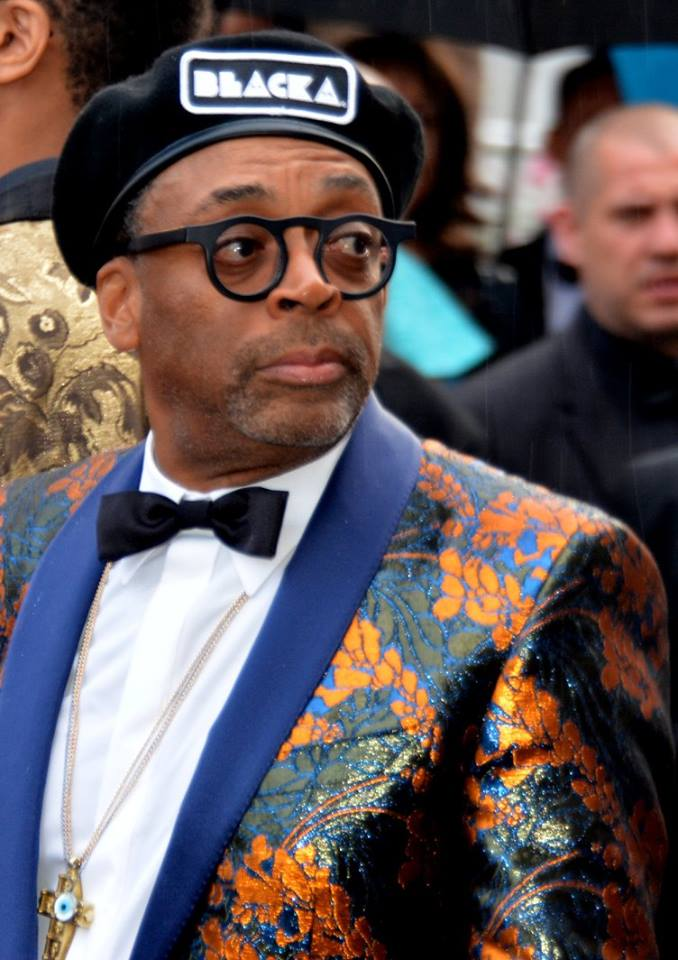
脚色賞を受賞したスパイク・リー

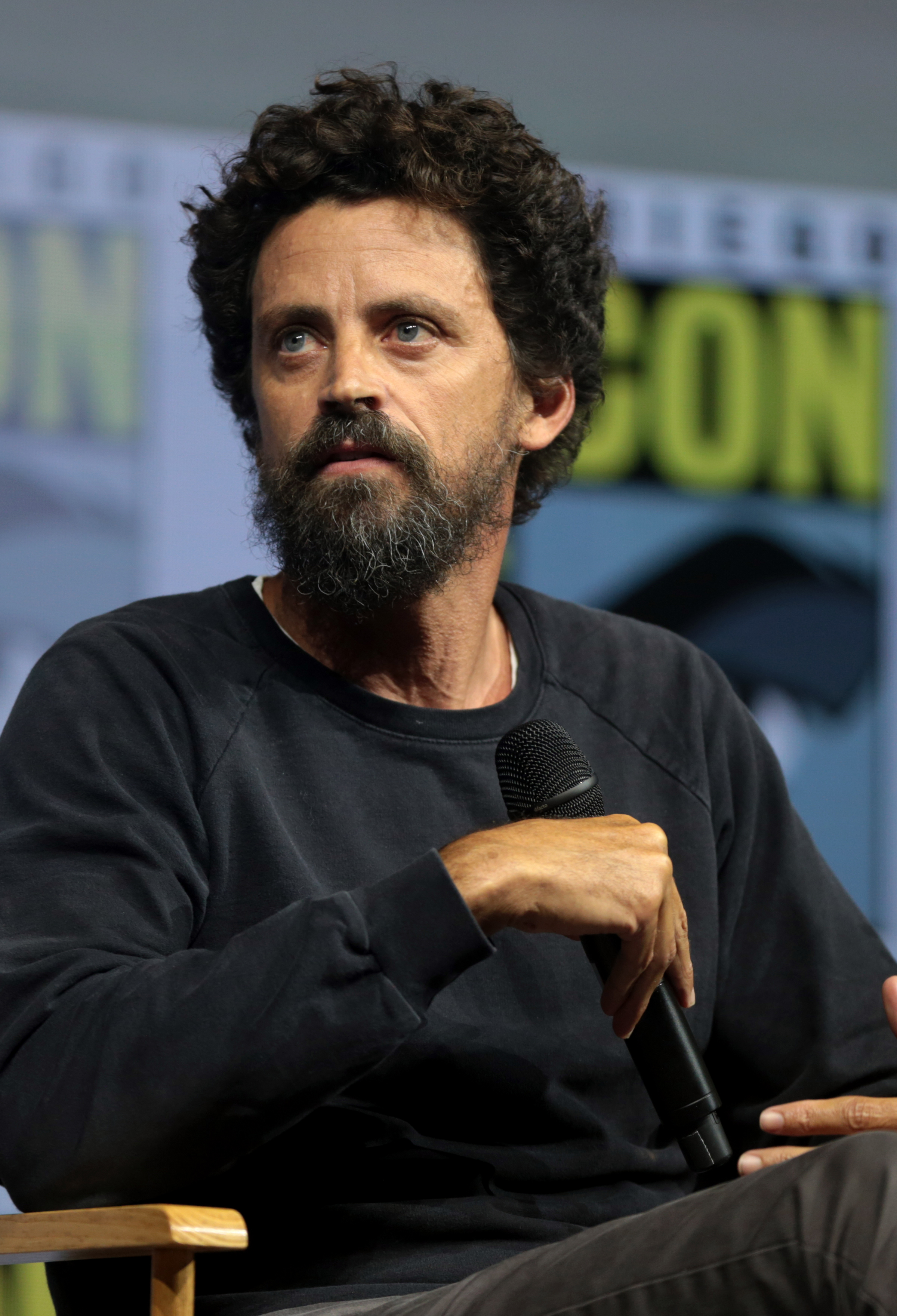
長編アニメ映画賞を受賞したボブ・ペルシケッティ

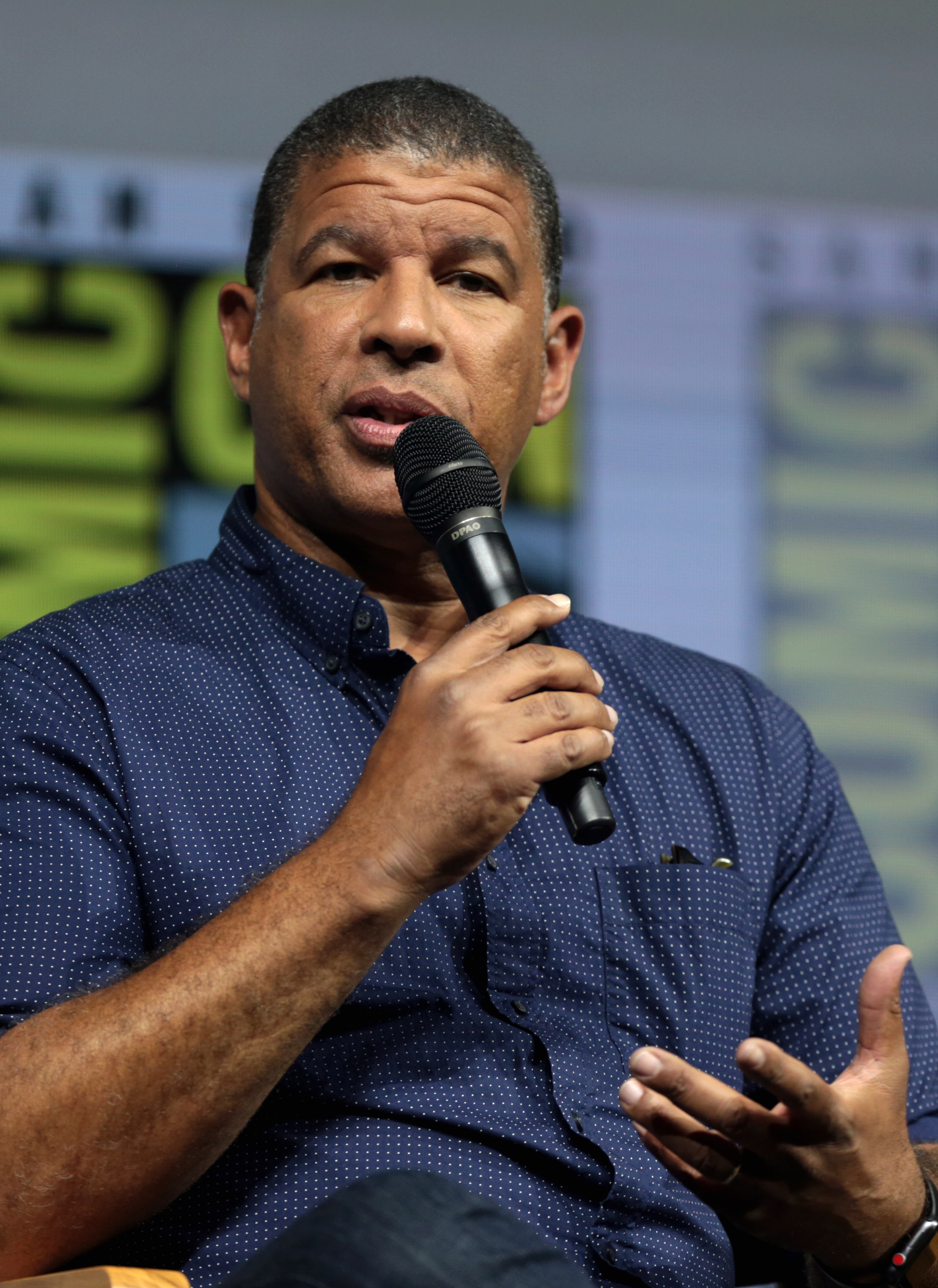
長編アニメ映画賞を受賞したピーター・ラムジー

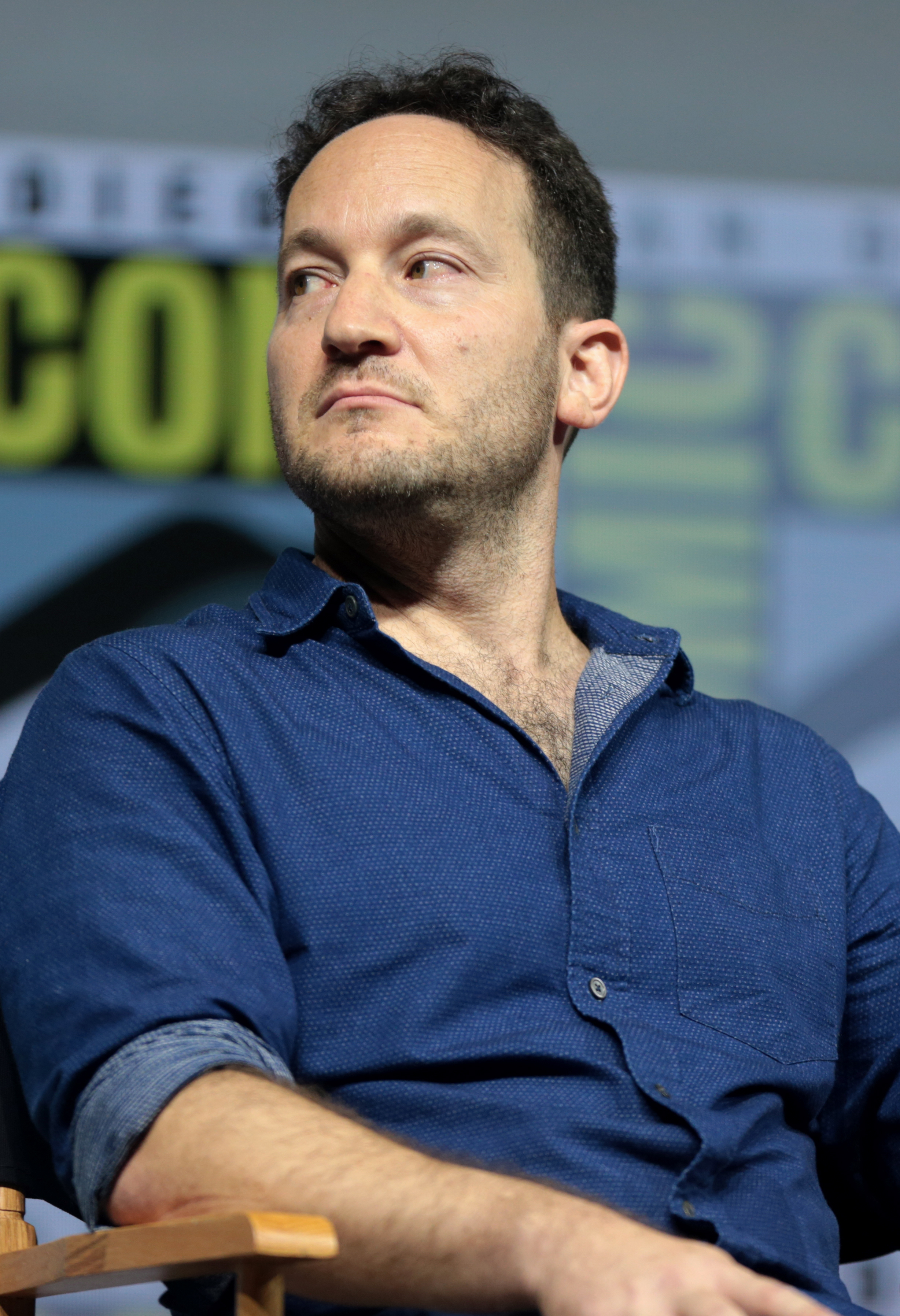
長編アニメ映画賞を受賞したロドニー・ロスマン

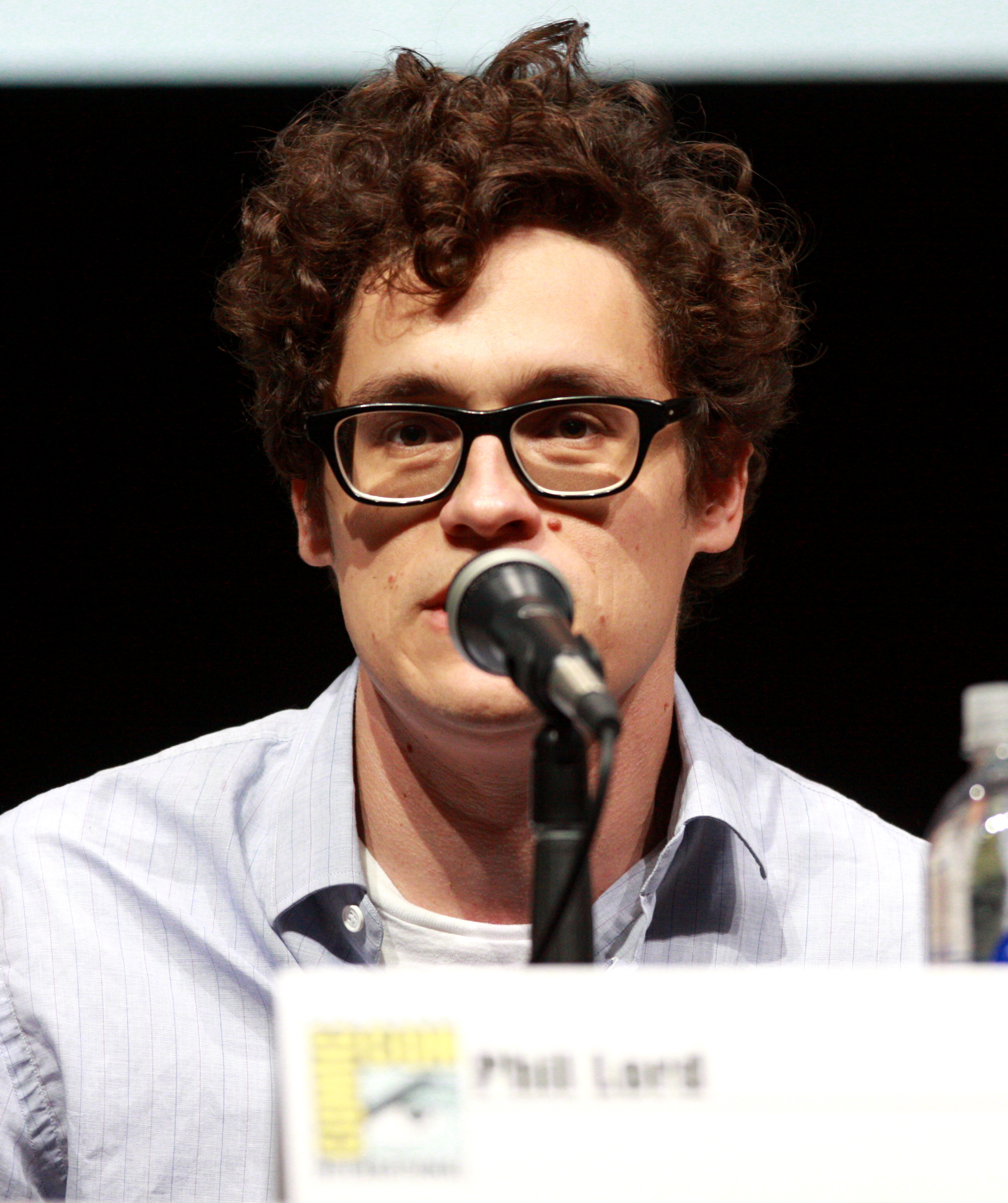
長編アニメ映画賞を受賞したフィル・ロード

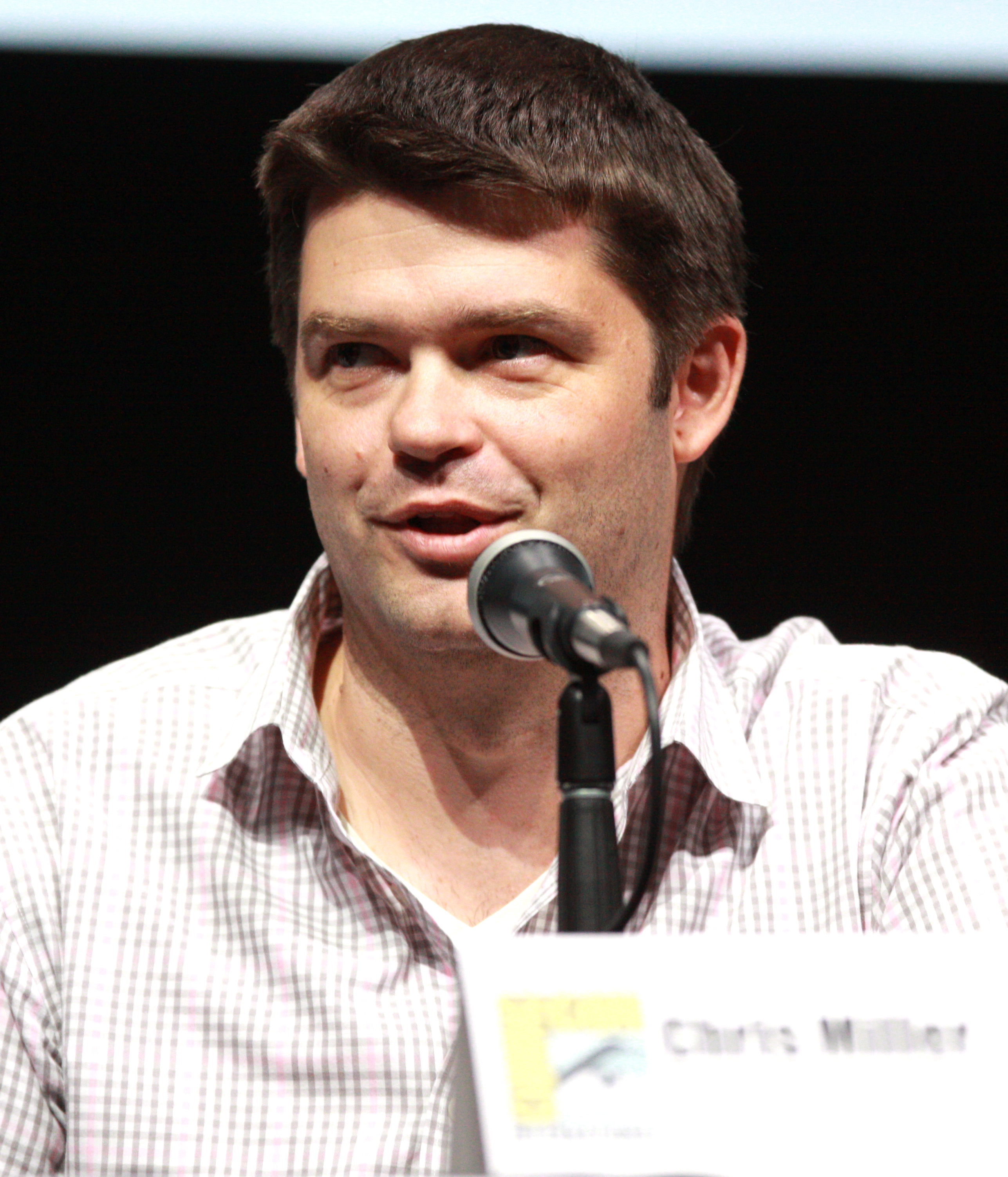
長編アニメ映画賞を受賞したクリス・ミラー

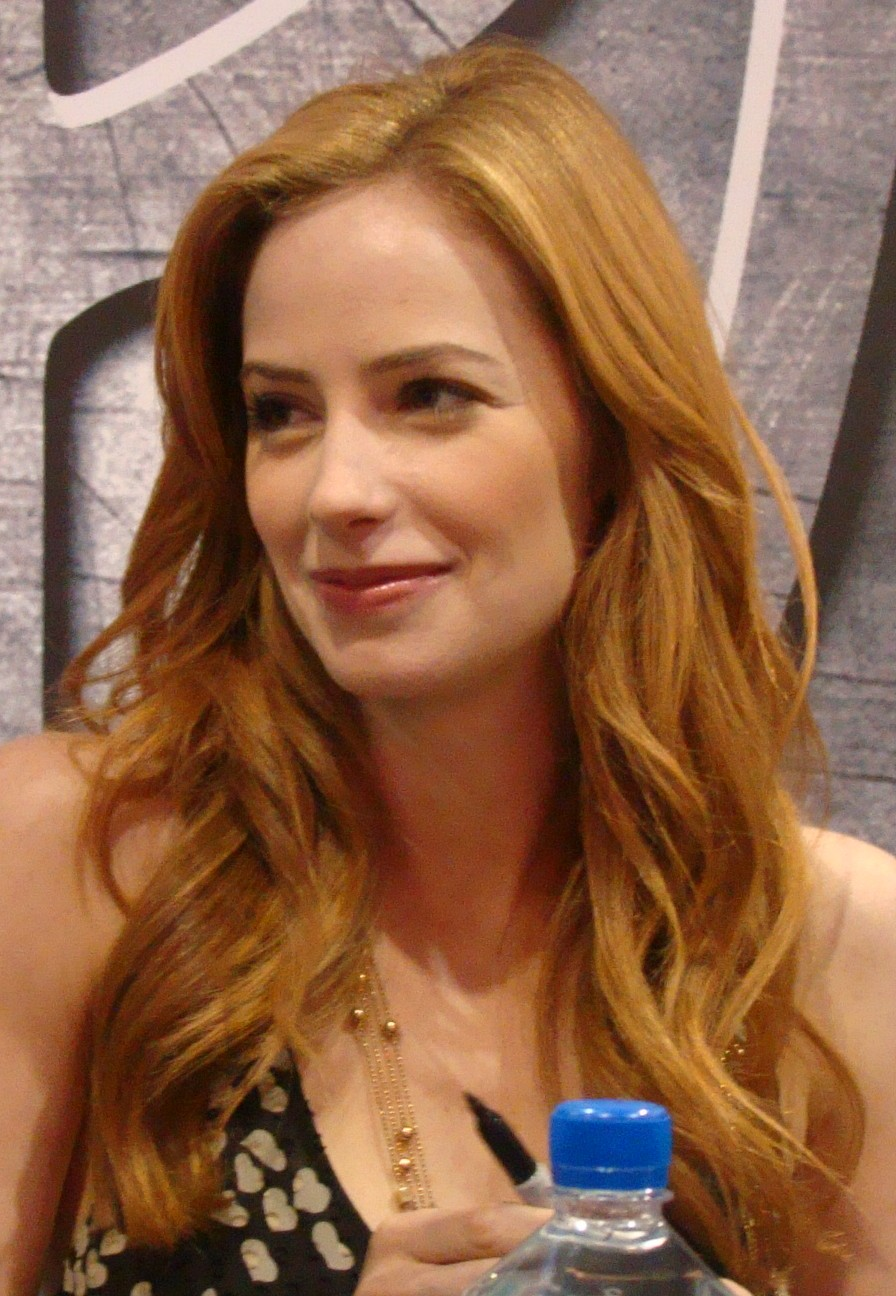
短編映画賞を受賞したジェイミー・レイ・ニューマン

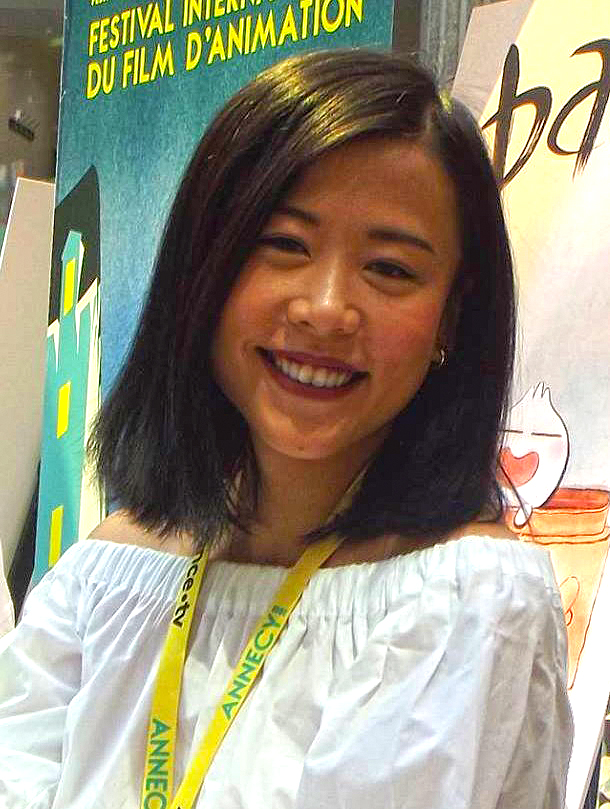
短編アニメ賞を受賞したドミー・シー

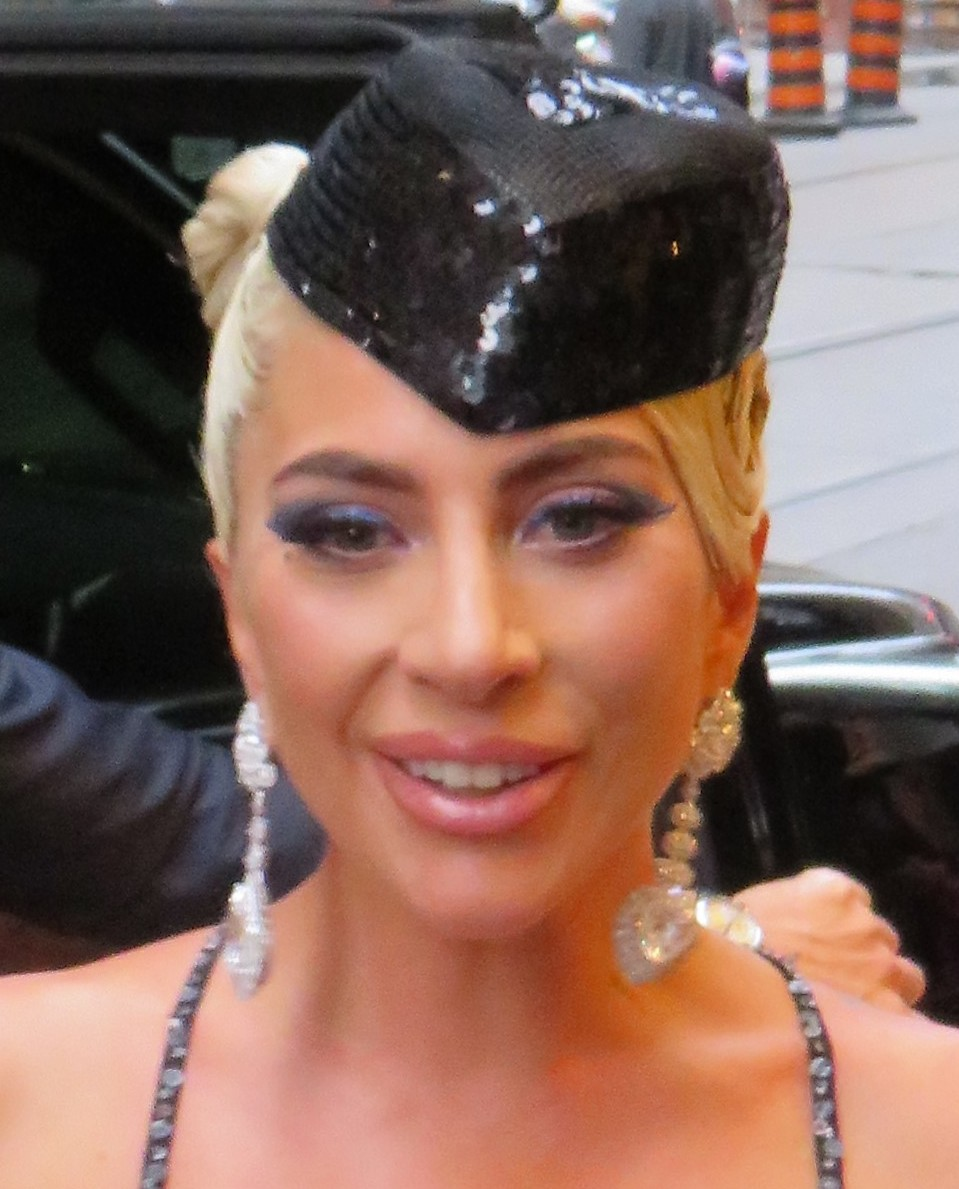
歌曲賞を受賞したレディー・ガガ

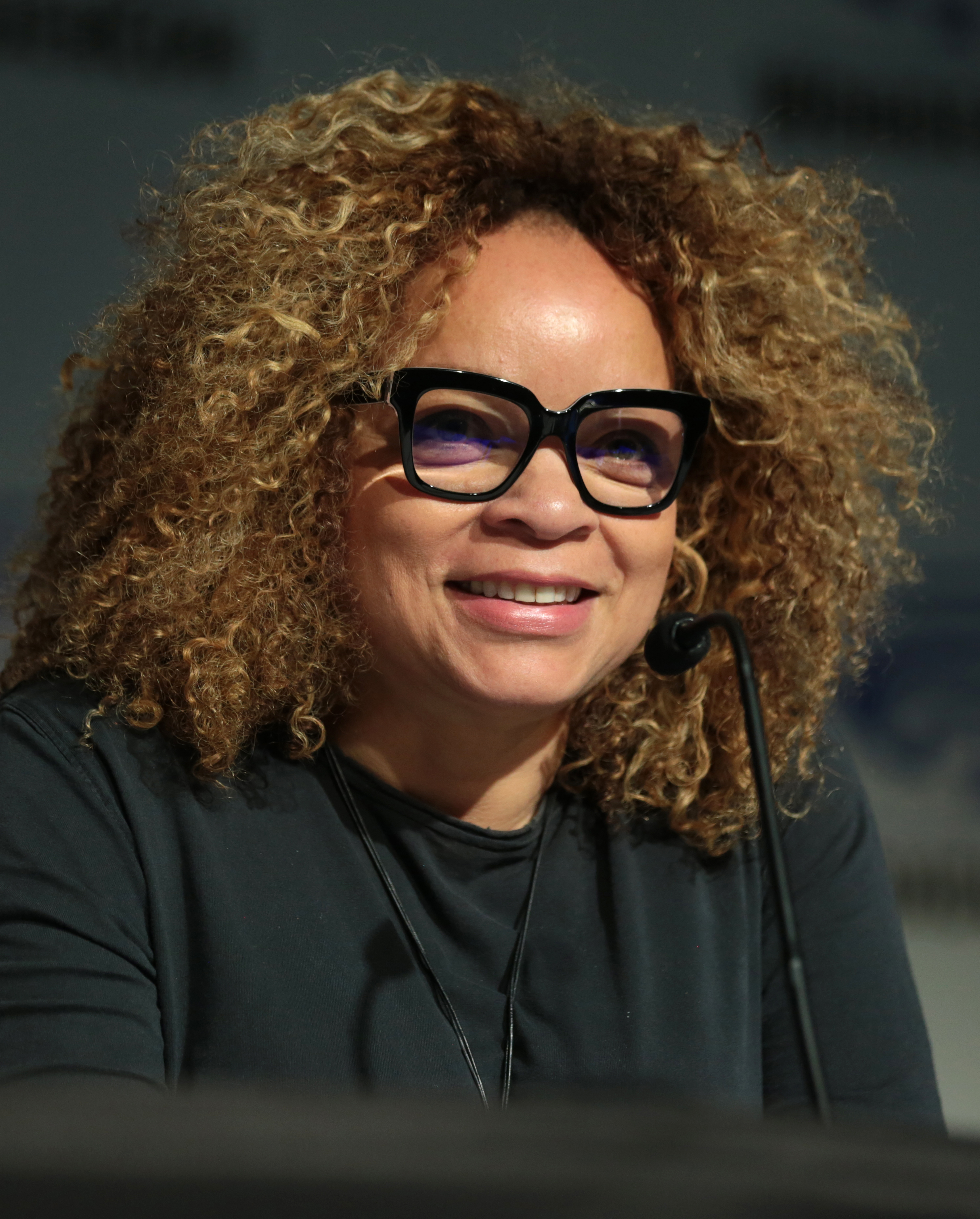
衣裳デザイン賞を受賞したルース・E・カーター

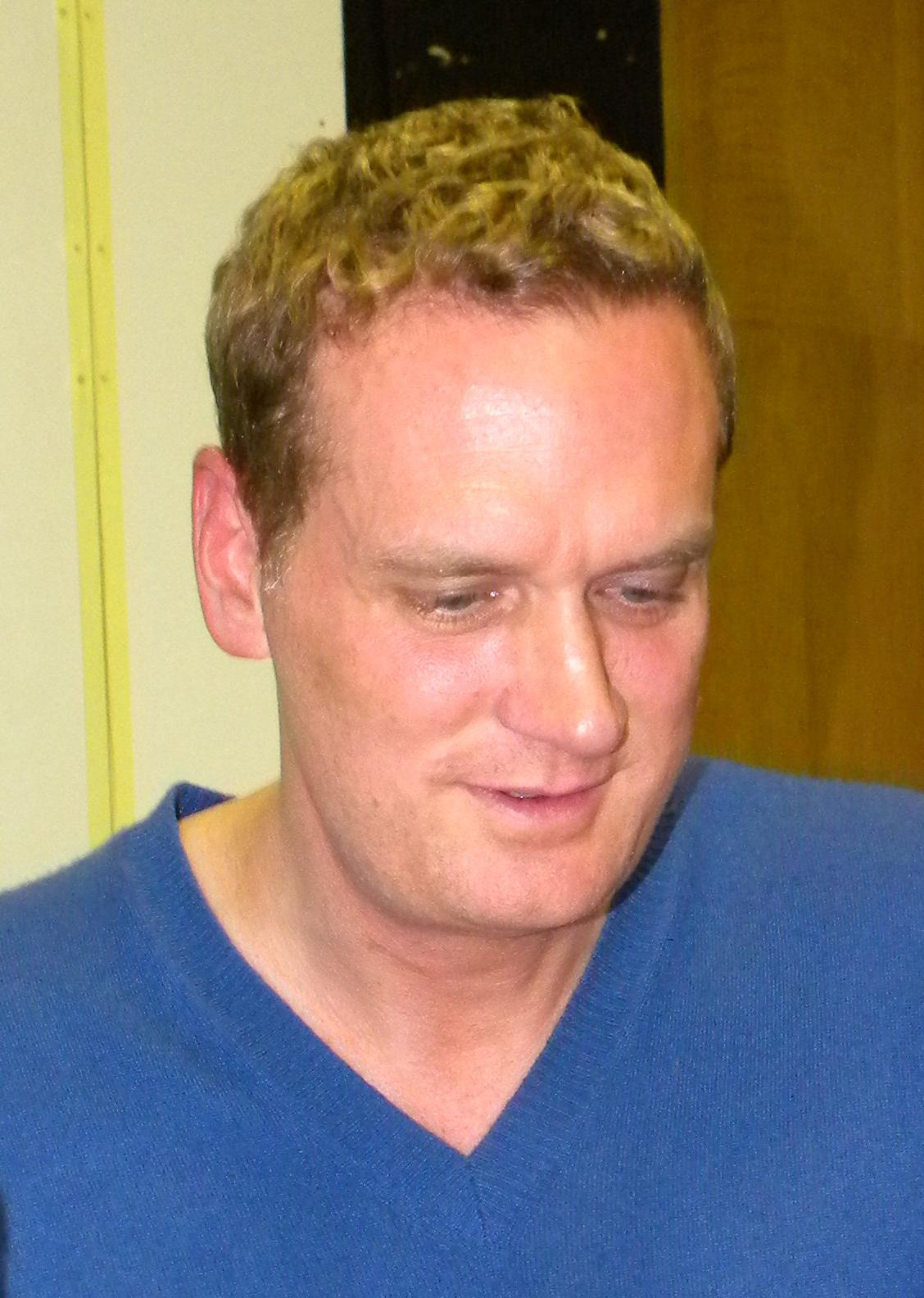
編集賞を受賞したジョン・オットマン

第91回アカデミー賞の候補は2019年1月22日5時20分PST（13時20分UTC）にサミュエル・ゴールドウィン・シアターでクメイル・ナンジアニとトレイシー・エリス・ロスにより発表され、アカデミーによりストリーミング配信された。

### 結果
受賞者は各項目最上段に太字でダブルダガー () 付きのものである。
| 作品賞 - 『グリーンブック』 - ジム・バーク、チャールズ・B・ウェスラー、ブライアン・ヘインズ・クリー、ピーター・ファレリー、ニック・ヴァレロンガ - 『ブラックパンサー』 - ケヴィン・ファイギ - 『ブラック・クランズマン』 - ショーン・マッキトリック、ジェイソン・ブラム、レイモンド・マンスフィールド、ジョーダン・ピール、スパイク・リー - 『ボヘミアン・ラプソディ』 - グレアム・キング - 『女王陛下のお気に入り』 - セシ・デンプシー、エド・ガイニー、リー・マジデイ、ヨルゴス・ランティモス - 『ROMA/ローマ』 - ガブリエル・ロドリゲス、アルフォンソ・キュアロン - 『アリー/ スター誕生』 - ビル・ガーバー、ブラッドリー・クーパー、リネット・ハウエル・テイラー - 『バイス』 - デデ・ガードナー、ジェレミー・クライナー、アダム・マッケイ、ケヴィン・メシック | 監督賞 - アルフォンソ・キュアロン - 『ROMA/ローマ』 - スパイク・リー - 『ブラック・クランズマン』 - パヴェウ・パヴリコフスキ - 『COLD WAR あの歌、2つの心』 - ヨルゴス・ランティモス - 『女王陛下のお気に入り』 - アダム・マッケイ - 『バイス』 |
| 主演男優賞 - ラミ・マレック - 『ボヘミアン・ラプソディ』 - フレディ・マーキュリー役 - クリスチャン・ベール - 『バイス』 - ディック・チェイニー役 - ブラッドリー・クーパー - 『アリー/ スター誕生』 - ジャクソン・"ジャック"・メイン役 - ウィレム・デフォー - 『永遠の門 ゴッホの見た未来』 - フィンセント・ファン・ゴッホ役 - ヴィゴ・モーテンセン - 『グリーンブック』 - フランク・"トニー・リップ"・ヴァレロンガ役 | 主演女優賞 - オリヴィア・コールマン - 『女王陛下のお気に入り』 - アン女王役 - ヤリッツァ・アパリシオ - 『ROMA/ローマ』 - クレオ役 - グレン・クローズ - 『天才作家の妻 40年目の真実』 - ジョーン・キャッスルマン役 - レディー・ガガ - 『アリー/ スター誕生』 - アリー役 - メリッサ・マッカーシー - 『ある女流作家の罪と罰』 - リー・イスラエル役 |
| 助演男優賞 - マハーシャラ・アリ - 『グリーンブック』 - ドン・シャーリー役 - アダム・ドライバー - 『ブラック・クランズマン』 - フィリップ・ジマーマン役 - サム・エリオット - 『アリー/ スター誕生』 - ボビー・メイン役 - リチャード・E・グラント - 『ある女流作家の罪と罰』 - ジャック・ホック役 - サム・ロックウェル - 『バイス』 - ジョージ・W・ブッシュ役 | 助演女優賞 - レジーナ・キング - 『ビール・ストリートの恋人たち』 - シャロン・リヴァーズ役 - エイミー・アダムス - 『バイス』 - リン・チェイニー役 - マリーナ・デ・タビラ - 『ROMA/ローマ』 - ソフィア役 - エマ・ストーン - 『女王陛下のお気に入り』 - アビゲイル・メイシャム役 - レイチェル・ワイズ - 『女王陛下のお気に入り』 - サラ・チャーチル役 |
| 脚本賞 - 『グリーンブック』 - ニック・ヴァレロンガ、ブライアン・ヘインズ・クリー、ピーター・ファレリー - 『女王陛下のお気に入り』 - デボラ・デイヴィス、トニー・マクナマラ - 『魂のゆくえ』 - ポール・シュレイダー - 『ROMA/ローマ』 - アルフォンソ・キュアロン - 『バイス』 - アダム・マッケイ | 脚色賞 - 『ブラック・クランズマン』 - チャーリー・ワクテル、デヴィッド・ラビノウィッツ、ケヴィン・ウィルモット、スパイク・リー - ロン・ストールワースの同名回想録より - 『バスターのバラード』 - ジョエル・コーエン&イーサン・コーエン - ジャック・ロンドンの短編小説『All Gold Canyon』とスチュワート・エドワード・ホワイトの短編小説『The Gal Who Got Rattled』より - 『ある女流作家の罪と罰』 - ニコール・ホロフセナー、ジェフ・ウィッティー - リー・イスラエルの同名回想録より - 『ビール・ストリートの恋人たち』 - バリー・ジェンキンス - ジェイムズ・ボールドウィンの小説『ビール・ストリートに口あらば』より - 『アリー/ スター誕生』 - エリック・ロス、ブラッドリー・クーパー、ウィル・フェッターズ - ウィリアム・A・ウェルマン、ロバート・カーソン、ドロシー・パーカー、アラン・キャンベルの同名映画の脚本より |
| 長編アニメ映画賞 - 『スパイダーマン:スパイダーバース』 - ボブ・ペルシケッティ、ピーター・ラムジー、ロドニー・ロスマン、フィル・ロード&クリス・ミラー - 『インクレディブル・ファミリー』 - ブラッド・バード、ジョン・ウォーカー、ニコル・パラディス・グリンドル - 『犬ヶ島』 - ウェス・アンダーソン、スコット・ルーディン、スティーヴン・M・レイルズ、ジェレミー・ドーソン - 『未来のミライ』 - 細田守、齋藤優一郎 - 『シュガー・ラッシュ:オンライン』 - リッチ・ムーア、フィル・ジョンストン、クラーク・スペンサー | 外国語映画賞 - 『ROMA/ローマ』( メキシコ)、スペイン語、ミシュテカ語 - アルフォンソ・キュアロン監督 - 『存在のない子供たち』( レバノン)、アラビア語 - ナディーン・ラバキー監督 - 『COLD WAR あの歌、2つの心』 ( ポーランド)、ポーランド語 - パヴェウ・パヴリコフスキ監督 - 『ある画家の数奇な運命』( ドイツ)、ドイツ語 - フロリアン・ヘンケル・フォン・ドナースマルク監督 - 『万引き家族』( 日本)、日本語 - 是枝裕和監督 |
| 長編ドキュメンタリー映画賞 - 『フリーソロ』 - エリザベス・チャイ・バサヒリィ、ジミー・チン、エヴァン・ヘインズ、シャノン・ディル - 『Hale County This Morning, This Evening』 - ラメル・ロス、ジョスリン・バーンズ、スー・キム - 『行き止まりの世界に生まれて』 - ビン・リュー、ダイアン・クォン - 『父から息子へ 〜戦火の国より〜』 - タラール・デルキ、アンスガー・フレリックス、エヴァ・ケンメ、トビアス・N・シーバート - 『RBG 最強の85才』 - ベッツィー・ウェスト、ジュリー・コーエン | 短編ドキュメンタリー映画賞 - 『ピリオド -羽ばたく女性たち-』 - ライカ・ゼタッチ、メリッサ・バートン - 『Black Sheep』 - エド・パーキンス、ジョナサン・チン - 『エンド・ゲーム: 最期のあり方』 - ロブ・エプスタイン、ジェフリー・フリードマン - 『Life Boat』 - スカイ・フィッツジェラルド、ブライン・ムーサー - 『A Night at The Garden』 - マーシャル・カリー |
| 短編映画賞 - 『SKIN 短編』 - ガイ・ナティーヴ、ジェイミー・レイ・ニューマン - 『Detainment』 - ヴィンセント・ラム、ダレン・マホン - 『野獣』 - ジェレミー・コンテ、マリア・グラシア・タージョン - 『マルグリット』 - マリアン・ファーリー、マリー＝エレーヌ・パニセット - 『Mother』 - ロドリゴ・ソロゴイェン、マリア・デル・ピュイ・アルバラド | 短編アニメ賞 - 『Bao』 - ドミー・シー、ベッキー・ネイマン - 『Animal Behaviour』 - アリソン・スノーデン、デヴィッド・ファイン - 『Late Afternoon』 - ルイーズ・バッグナル、ヌリア・ゴンザレス・ブランコ - 『One Small Step』 - アンドリュー・チェスワース、ボビー・ポンティラス - 『Weekends』 - トレバー・ヒメネス |
| 作曲賞 - 『ブラックパンサー』 - ルドウィグ・ゴランソン - 『ブラック・クランズマン』 - テレンス・ブランチャード - 『ビール・ストリートの恋人たち』 - ニコラス・ブリテル - 『犬ヶ島』 - アレクサンドル・デスプラ - 『メリー・ポピンズ リターンズ』 - マーク・シャイマン | 歌曲賞 - 「シャロウ 〜『アリー/ スター誕生』 愛のうた」 - 『アリー/ スター誕生』 - 作詞・作曲: レディー・ガガ、マーク・ロンソン、アンソニー・ロッソマンド、アンソニー・ワイアット - 「オール・ザ・スターズ」 - 『ブラックパンサー』 - 作曲: マーク・スピアーズ、ケンドリック・ラマー・ダックワーズ、アンソニー・ティフィス、作詞: ケンドリック・ラマー・ダックワーズ、アンソニー・ティフィス、ソラーナ・ロウ - 「I'll Fight」 - 『RBG 最強の85才』 - 作詞・作曲: ダイアン・ウォーレン - 「幸せのありか」 - 『メリー・ポピンズ リターンズ』 - 作詞・作曲: マーク・シャイマン、スコット・ウィットマン - 「When a Cowboy Trades His Spurs for Wings」 - 『バスターのバラード』 - 作詞・作曲: デヴィッド・ローリングス、ギリアン・ウェルチ                                                                                  |
| 音響編集賞 - 『ボヘミアン・ラプソディ』 – ジョン・ワーハースト、ニーナ・ハートストーン - 『ブラックパンサー』 – ベンジャミン・A・バート、スティーヴ・ボエデカー - 『ファースト・マン』 – アイ＝リン・リー、ミルドレッド・イアットルー・モーガン - 『クワイエット・プレイス』 – イーサン・ヴァン・ダー・リン、エリック・アアダール - 『ROMA/ローマ』 – セルヒオ・ディアス、スキップ・リーヴセイ | 録音賞 - 『ボヘミアン・ラプソディ』 – ポール・マッセイ、ティム・キャバジン、ジョン・キャサリ - 『ブラックパンサー』 – スティーヴ・ボエデカー、ブランドン・プロトコル、ピーター・デブリン - 『ファースト・マン』 – ジョン・テイラー、フランク・A・モンタノ、アイ＝リン・リー、メリー・H・エリス - 『ROMA/ローマ』 – スキップ・リーヴセイ、クレイグ・ヘニガン、グレン・ゴーサー、ホセ・アントニオ・ガルシア - 『アリー/ スター誕生』 – トム・オザーニッチ、ディーン・A・ズパンシック、ジェイソン・ルーダー、スティーヴ・A・モロー |
| 美術賞 - 『ブラックパンサー』 – プロダクション・デザイン: ハンナ・ビークラー; セット・デコレーション: ジェイ・ハート - 『女王陛下のお気に入り』 – プロダクション・デザイン: フィオナ・クロンビー; セット・デコレーション: アリス・フェルトン - 『ファースト・マン』 – プロダクション・デザイン: ネイサン・クロウリー; セット・デコレーション: キャシー・ルーカス - 『メリー・ポピンズ リターンズ』 – プロダクション・デザイン: ジョン・マイヤー; セット・デコレーション: ゴードン・シム - 『ROMA/ローマ』 – プロダクション・デザイン: エウヘニオ・カバイェロ; セット・デコレーション: バーバラ・エンリケス | 撮影賞 - 『ROMA/ローマ』 – アルフォンソ・キュアロン - 『COLD WAR あの歌、2つの心』 – ウカシュ・ジャル - 『女王陛下のお気に入り』 – ロビー・ライアン - 『ある画家の数奇な運命』 – キャレブ・デシャネル - 『アリー/ スター誕生』 – マシュー・リバティーク |
| メイクアップ&ヘアスタイリング賞 - 『バイス』 – グレッグ・キャノム、ケイト・ビスコー、パトリシア・デハニー - 『ボーダー 二つの世界』 – ゴーラン・ルンドストローム、パメラ・ゴールドアンマー - 『ふたりの女王 メアリーとエリザベス』 – ジェニー・シャーコア、マーク・ピルシェア、ジェシカ・ブルックス | 衣裳デザイン賞 - 『ブラックパンサー』 – ルース・E・カーター - 『バスターのバラード』 – メアリー・ゾフレス - 『女王陛下のお気に入り』 – サンディ・パウエル - 『メリー・ポピンズ リターンズ』 – サンディ・パウエル - 『ふたりの女王 メアリーとエリザベス』 – アレクサンドラ・バーン |
| 編集賞 - 『ボヘミアン・ラプソディ』 - ジョン・オットマン - 『ブラック・クランズマン』 – バリー・アレクサンダー・ブラウン - 『女王陛下のお気に入り』 – ヨルゴス・マヴロプサリディス - 『グリーンブック』 – ポール・J・ドン・ヴィトー - 『バイス』 – ハンク・コーウィン | 視覚効果賞 - 『ファースト・マン』 – ポール・ランバート、イアン・ハンター、トリスタン・マイルズ、J・D・シュワルム - 『アベンジャーズ/インフィニティ・ウォー』 – ダン・デリーウ、ケリー・ポート、ラッセル・アール、ダン・サディック - 『プーと大人になった僕』 – クリス・ローレンス、マイケル・イームズ、テオ・ジェームズ、クリス・コーボールド - 『レディ・プレイヤー1』 – ロジャー・ガイエット、マシュー・E・バトラー、グラディ・コファー、デヴィッド・シャーク - 『ハン・ソロ/スター・ウォーズ・ストーリー』 – ロブ・ブレドウ、パトリック・タバック、ニール・スキャンラン、ドミニク・タオイー |

### ガヴァナーズ賞
アカデミーは2018年11月8日に10回目となるガヴァナーズ賞授賞式を開催し、以下の賞が贈られた:
アカデミー名誉賞
- シシリー・タイソン - アメリカ合衆国の女優[15]。
- ラロ・シフリン - アルゼンチン出身のアメリカ合衆国の作曲家[16]。
- マーヴィン・レヴィー - アメリカ合衆国の映画広報・宣伝者[17]。

アービング・G・タルバーグ賞
- キャスリーン・ケネディ - アメリカ合衆国の映画プロデューサー[18]。
- フランク・マーシャル - アメリカ合衆国の映画プロデューサー[19]。

### 複数の部門での候補及び受賞作品
| ノミネート | 映画                                  |
| ---------- | ------------------------------------- |
| 10         | 『ROMA/ローマ』                       |
| 10         | 『女王陛下のお気に入り』              |
| 8          | 『アリー/ スター誕生』                |
| 8          | 『バイス』                            |
| 7          | 『ブラックパンサー』                  |
| 6          | 『ブラック・クランズマン』            |
| 5          | 『ボヘミアン・ラプソディ』            |
| 5          | 『グリーンブック』                    |
| 4          | 『ファースト・マン』                  |
| 4          | 『メリー・ポピンズ リターンズ』       |
| 3          | 『バスターのバラード』                |
| 3          | 『ある女流作家の罪と罰』              |
| 3          | 『COLD WAR あの歌、2つの心』          |
| 3          | 『ビール・ストリートの恋人たち』      |
| 2          | 『犬ヶ島』                            |
| 2          | 『ふたりの女王 メアリーとエリザベス』 |
| 2          | 『ある画家の数奇な運命』              |
| 2          | 『RBG 最強の85才』                    |

| 受賞数 | 作品                       |
| ------ | -------------------------- |
| 4      | 『ボヘミアン・ラプソディ』 |
| 3      | 『ブラックパンサー』       |
| 3      | 『グリーンブック』         |
| 3      | 『ROMA/ローマ』            |

## プレゼンターとパフォーマー
以下は賞のプレゼンターとミュージカルナンバーのパフォーマーの一覧。

### プレゼンター
| 名前                                                  | 役割                                                               |
| ----------------------------------------------------- | ------------------------------------------------------------------ |
| ランディ・トーマス                                    | 第91回アカデミー賞のアナウンス                                     |
| ティナ・フェイ エイミー・ポーラー マーヤ・ルドルフ    | 助演女優賞のプレゼンター                                           |
| ヘレン・ミレン ジェイソン・モモア                     | 長編ドキュメンタリー映画賞のプレゼンター                           |
| トム・モレロ                                          | 作品賞セグメントでの『バイス』のプレゼンター                       |
| エルシー・フィッシャー ステファン・ジェームズ         | メイクアップ&ヘアスタイリング賞のプレゼンター                      |
| ブライアン・タイリー・ヘンリー メリッサ・マッカーシー | 衣裳デザイン賞のプレゼンター                                       |
| クリス・エヴァンス ジェニファー・ロペス               | 美術賞のプレゼンター                                               |
| タイラー・ペリー                                      | 撮影賞のプレゼンター                                               |
| エミリア・クラーク                                    | 「I'll Fight」のパフォーマンスの紹介                               |
| セリーナ・ウィリアムズ                                | 作品賞セグメントでの『アリー/ スター誕生』のプレゼンター           |
| ダナイ・グリラ ジェームズ・マカヴォイ                 | 音響編集賞及び録音賞のプレゼンター                                 |
| クィーン・ラティファ                                  | 作品賞セグメントでの『女王陛下のお気に入り』のプレゼンター         |
| ハビエル・バルデム アンジェラ・バセット               | 外国語映画賞のプレゼンター                                         |
| キーガン＝マイケル・キー                              | 「I'll Fight」のパフォーマンスの紹介                               |
| トレバー・ノア                                        | 作品賞セグメントでの『ブラックパンサー』のプレゼンター             |
| マイケル・キートン                                    | 編集賞のプレゼンター                                               |
| ダニエル・クレイグ シャーリーズ・セロン               | 助演男優賞のプレゼンター                                           |
| ローラ・ダーン                                        | アカデミー映画博物館の開業に関する特別セグメントのプレゼンター     |
| ファレル・ウィリアムス ミシェル・ヨー                 | 長編アニメ映画賞のプレゼンター                                     |
| ケイシー・マスグレイヴス                              | 「When a Cowboy Trades His Spurs for Wings」のパフォーマンスの紹介 |
| ダナ・カーヴィ マイク・マイヤーズ                     | 作品賞セグメントでの『ボヘミアン・ラプソディ』のプレゼンター       |
| オークワフィナ ジョン・ムレイニー                     | 短編アニメ賞及び短編ドキュメンタリー映画賞のプレゼンター           |
| ホセ・アンドレ ディエゴ・ルナ                         | 作品賞セグメントでの『ROMA/ローマ』のプレゼンター                  |
| サラ・ポールソン ポール・ラッド                       | 視覚効果賞のプレゼンター                                           |
| キキ・レイン クリステン・リッター                     | 短編映画賞のプレゼンター                                           |
| サミュエル・L・ジャクソン ブリー・ラーソン            | 脚本賞及び脚色賞のプレゼンター                                     |
| マイケル・B・ジョーダン コンスタンス・ウー            | 歌曲賞のプレゼンター                                               |
| ジョン・ベイリー                                      | 『イン・メモリアル』トリビュートの紹介                             |
| バーブラ・ストライサンド                              | 作品賞セグメントでの『ブラック・クランズマン』のプレゼンター       |
| アリソン・ジャネイ ゲイリー・オールドマン             | 主演男優賞のプレゼンター                                           |
| ジョン・ルイス アマンドラ・ステンバーグ               | 作品賞セグメントでの『グリーンブック』のプレゼンター               |
| フランシス・マクドーマンド サム・ロックウェル         | 主演女優賞のプレゼンター                                           |
| ギレルモ・デル・トロ                                  | 監督賞のプレゼンター                                               |
| ジュリア・ロバーツ                                    | 作品賞のプレゼンター                                               |

### パフォーマー
| 名前                                        | 役割           | 内容                                                                    |
| ------------------------------------------- | -------------- | ----------------------------------------------------------------------- |
| リッキー・マイナー                          | 編曲者・指揮者 | オーケストラ                                                            |
| クイーン+アダム・ランバート                 | 出演者         | 「ウィ・ウィル・ロック・ユー」、「伝説のチャンピオン」                  |
| ジェニファー・ハドソン                      | 出演者         | 「I'll Fight」 - 『RBG 最強の85才』                                     |
| ベット・ミドラー                            | 出演者         | 「I'll Fight」 - 『メリー・ポピンズ リターンズ』                        |
| デヴィッド・ローリングス ギリアン・ウェルチ | 出演者         | 「When a Cowboy Trades His Spurs for Wings」 - 『バスターのバラード』   |
| ブラッドリー・クーパー レディー・ガガ       | 出演者         | 「シャロウ 〜『アリー/ スター誕生』 愛のうた」 - 『アリー/ スター誕生』 |
| ロサンジェルス・フィルハーモニック          | 出演者         | 『イン・メモリアル』トリビュートでの「Leaving Home」 - 『スーパーマン」 |

## 授賞式情報
前回、前々回と授賞式の評価が賛否両論になっていたため、前プロデューサーのマイケル・デ・ルカとジェニファー・トッドは降板し、新たにドナ・ジグリオッティとグレン・ウェイスが就任した。

### 人気映画賞の設立
2018年8月8日、映画芸術科学アカデミーは、その年で最も人気のある映画ために、新しいカテゴリーの人気映画賞（Best Popular Film）の創設を発表した。この賞の設立には批判が集まった。翌月、アカデミーは「新しいカテゴリーに関する追加の意見を検討する」と賞の設立を見送る声明を発表した。

### 司会
2018年12月4日、アカデミーはケヴィン・ハートが司会を務めると発表した。ハートはアカデミー賞の司会を務めることは極めて名誉なことであり、同時にスリリングであると述べ、「何年もの間、私はオスカーの司会をするかどうか尋ねられました。私の答えはいつも同じで、それがコメディアンとしての生涯の機会であり、それが想定される時に起こると言いました。私がオスカーを主催する日がやっと来たことをとても嬉しく思います。過去に司会を務めたホストの伝説的なリストに加わることができることは信じられないことです。」と語った。しかし、過去にハートが同性愛者差別のジョークやコメントをしていたことが明らかになり、論争が巻き起こった。12月6日、ハートは自身の過去の発言が式典の邪魔になる事を避け、司会を降板すると発表した。過去に司会を務めたセス・マクファーレン、エレン・デジェネレス、ニール・パトリック・ハリス、クリス・ロック、ジミー・キンメルらは、再度司会をすることに興味を示さなかった。
2019年1月9日、アカデミーは司会者なしでセレモニーを進行していき、その代わり、プレゼンターが賞の説明やセグメントをすることになると発表した。司会者が不在の授賞式は1989年の第61回アカデミー賞以来のことである。

### 候補作品の興行収入
| 作品                   | 候補発表前 (1月22日以前) | 候補発表後 (1月22日 - 2月24日) | 授賞式後 (2月24日) | 累計           |
| ---------------------- | ------------------------ | ------------------------------ | ------------------ | -------------- |
| ブラックパンサー       | $700.1 million           | –                              | –                  | $700.1 million |
| ボヘミアン・ラプソディ | $202.5 million           | $10.6 million                  | $1.3 million       | $214.5 million |
| アリー/ スター誕生     | $204.8 million           | $6 million                     | $2.1 million       | $212.9 million |
| グリーンブック         | $42.5 million            | $27.2 million                  | $6.3 million       | $75.9 million  |
| ブラック・クランズマン | $48.5 million            | $217,855                       |                    | $48.7 million  |
| バイス                 | $39.5 million            | $7.6 million                   | $452,615           | $47.6 million  |
| 女王陛下のお気に入り   | $23 million              | $9.1 million                   | $1.2 million       | $33.2 million  |
| ROMA/ローマ            | N/A                      |                                |                    |                |
| 合計                   | $1.278 billion           | $60.8 million                  | $11.2 million      | $1.333 billion |
| 平均                   | $157.6 million           | $8.7 million                   | $1.6 million       | $190.4 million |

2019年1月22日のノミネート発表時には、7本の作品賞候補の北米興行収入の総額は12億6,100万ドルで、2011年の第83回アカデミー賞以来最高となった。映画1本あたりの平均は1億5700万ドルだが、ノミネート発表前に達したのは『ブラックパンサー』、『アリー/ スター誕生』、『ボヘミアン・ラプソディ』の3作品のみとなった。
ノミネートされた全32作品のうち12作品は、当年の米国興行収入トップ50に入っている。12作品のうち、『ブラックパンサー』（1位）、『インクレディブル・ファミリー』（3位）、『ボヘミアン・ラプソディ』（12位）、『アリー/ スター誕生』（13位）、『シュガー・ラッシュ:オンライン』（14位）、『スパイダーマン:スパイダーバース』（18位）、『グリーンブック』（46位）のみが作品賞、長編アニメ映画賞、監督賞、男優・女優賞、脚本賞のいずれかにノミネートされている。トップ50のうちその他のノミネート作品は、『アベンジャーズ/インフィニティ・ウォー』（2位）、『ハン・ソロ/スター・ウォーズ・ストーリー』（10位）、『クワイエット・プレイス』（15位）、『メリー・ポピンズ リターンズ』（19位）、『レディ・プレイヤー1』（24位）、『プーと大人になった僕』（43位）。

### 検閲
芒果TVがラミ・マレックの受賞スピーチを修正した。